# Adalgis de Novare
Adalgis de Novare  (- Novare, avril 848) est un évêque de Novare vénéré comme saint par l'Église catholique et l'Église orthodoxe.

## Biographie
Élu évêque de Novare en février 830, la tradition lui donne une origine lombarde, peut-être de la même famille que le dernier roi lombard Didieret chanoine de l'église de San Gaudenzio. 
En revanche, il existe des documents historiques sur ses donations aux chanoines de la cathédrale ainsi qu'aux chanoines de San Giulio et Gozzano. Adalgis place une quarantaine de clercs au service de l'église de Santa Maria pour la célébration des offices divins. Il enrichit également la cathédrale de mosaïque, que l'on peut encore voir aujourd'hui devant l'autel principal.
À sa mort, ses restes sont d'abord placées dans l'église de Saint Gaudenzio hors les murs, puis transférés dans la ville en 1533. Depuis 1927, ils reposent, dans la basilique de San Gaudenzio où ses reliques sont encore aujourd'hui conservées et vénérées, sous l'autel dédié à son nom.